# Кишинів
Кишині́в (рум. Chișinău, МФА: /kiʃiˈnəu̯/ⓘ) — столиця Республіки Молдова. Найбільше місто Молдови, її економічний і культурний центр, розташований в центрі країни на річці Бик. Кишинів володіє особливим статусом в адміністративному розподілі Молдови — він є муніципієм. До складу муніципію Кишинів входять: власне муніципій Кишинів, 6 міст (Синджера, Дурлешти, Ватра, Кодру, Вадул-луй-Воде, Криково) і 25 населених пунктів, об'єднаних у 13 комун (сіл).
Кишинів вперше згадується в грамоті 1436 року. Статус міста отримав у 1818 році незабаром після входження до складу Російської імперії. Населення міста на 2018 рік становить 690 тис. мешканців. Площа міста становить близько 120 км², а всього муніципію — 635 км².

## Назва
Найпоширеніша версія, зазначена понад 125 років тому в Новоросійському календарі, відносить назву міста до давньорумунського терміну Chișla Noua [кішла ноуе] — новий хутір. Саме слово chișla є запозичення турецького слова kışla зі значенням «барак» (кишлак). В Бессарабії це слово означає «невелике селище, хутір». Через будову утворення назви (одна частина тюркська, інша — румунська) сучасні дослідники сумніваються в справедливості цієї точки зору.
Спочатку топоніми з елементом Кишенев зустрічаються в документах з терен населених тюрками в XV столітті і потім протягом декількох століть залишалися місцем кочівлі племен, тому деякі дослідники припускають, що назва міста має не романське, а тюркське походження. Вони вважають, що слово походить від половецького слова Кишеня («kesene»), означає «місце поховання, мавзолей». У багатьох місцях, у назві яких є складова частина кишенев, наприклад, Кишенькі, колись мали давні поховання — мавзолеї, кургани. Такі поховання могли належати печенігам і половцям, що мешкали в Причорномор'ї на початку II століття н. е. або ж татаро-монголами, що зайняли цей край в XIII столітті. Про існування в районі сучасного Кишинева печенізьких поховань, свідчать археологічні розкопки.
Інші версії назви пов'язують з угорським Kisjenő — «маленький Йено» (Йено — одне з угорських племен, які прийшли в Європу в 896). У західній Румунії на кордоні з Угорщиною є місто Kisjenő, або Chişineu, але доказів, що підтверджують зв'язок в походженні назв цих міст, не знайдено. Зважаючи на те, що значну частину населення Молдавського князівства складали русини і староукраїнська мова була мовою діловодства, правомірним може бути також виведення назви Кишинів від українського слова «кишеня».

## Географія
Кишинів розташований в центральному районі Молдови на висоті 85 м над рівнем моря на Східноєвропейській рівнині. Місто стоїть на семи пагорбах і витягнуте вздовж річки Бик — правої притоки Дністра. Частина Кишинева по правому березі Бика займає надзаплавні тераси, розділені долиною струмка Дурлешті, і декількома балками (Мала Малина, Велика Малина та розгалужена Мунчештська балка). Лівобережний схил долини Бика складається з двох терас, перша з яких полого опускається до річки, а друга розташована на висоті 60-90 м.
Місто розташоване на піднесеній лісистій місцевості Кодр. У ґрунті переважає чорнозем, який ідеально підходить для розвитку сільського господарства. З корисних копалини поширений вапняк, багатий добре збереженими скам'янілостями. Глибше залягають крейдяні піски і мергелі.
У межах Кишинева знаходиться Гідігіцьке водосховище та 23 озера.
Центральний проспект Кишинева названо на честь національного героя Штефана чел Маре.

### Клімат
Кишинів розташований в зоні з достатньо м'яким, помірно-континентальним кліматом з помірно жарким літом та помірно м'якою вітряною зимою.
Протягом року нараховується близько 2215 сонячних годин, з них 329 годин в липні і лише 54 години в грудні. Середньорічна температура становить 9,6 °C, а рівень опадів — 547 мм/м². Літо починається на початку травня. Середня температура становить 20-25 °C, а в центрі міста іноді досягає 35-40 °C. Дощі рідкісні, але рясні. Середня температура січня близько −3,2 °C, стовпчик термометра рідко опускається нижче позначки в −10 °C. Навесні і восени температура коливається між 18-22 °C, опади більш рясні ніж влітку.
Температурний мінімум був встановлений 20 лютого 1954 (- 28,9 °C), а максимум 19 липня 2007 (+ 39,4 °C).
| Клімат Кишинева                | Клімат Кишинева | Клімат Кишинева | Клімат Кишинева | Клімат Кишинева | Клімат Кишинева | Клімат Кишинева | Клімат Кишинева | Клімат Кишинева | Клімат Кишинева | Клімат Кишинева | Клімат Кишинева | Клімат Кишинева | Клімат Кишинева |
| Показник                       | Січ.            | Лют.            | Бер.            | Квіт.           | Трав.           | Черв.           | Лип.            | Серп.           | Вер.            | Жовт.           | Лист.           | Груд.           | Рік             |
| Абсолютний максимум, °C        | 15,5            | 20,7            | 25,7            | 31,6            | 35,9            | 37,5            | 39,4            | 39,2            | 37,3            | 32,6            | 23,6            | 18,3            | 39,4            |
| Середній максимум, °C          | 0,9             | 2,6             | 8,1             | 15,4            | 22,0            | 25,2            | 27,5            | 27,2            | 21,5            | 15,1            | 7,5             | 2,3             | 14,6            |
| Середня температура, °C        | −1,9            | −0,8            | 3,7             | 10,4            | 16,5            | 19,9            | 22,1            | 21,7            | 16,3            | 10,5            | 4,1             | −0,6            | 10,2            |
| Середній мінімум, °C           | −4,3            | −3,6            | 0,2             | 5,9             | 11,6            | 15,2            | 17,3            | 16,9            | 12,0            | 6,8             | 1,6             | −2,8            | 6,4             |
| Абсолютний мінімум, °C         | −28,4           | −28,9           | −21,1           | −6,6            | −1,1            | 3,6             | 7,8             | 5,5             | −2,4            | −10,8           | −21,6           | −22,4           | −28,9           |
| Норма опадів, мм               | 36              | 31              | 34              | 39              | 46              | 65              | 62              | 56              | 62              | 36              | 37              | 39              | 543             |
| ------------------------------ | --------------- | --------------- | --------------- | --------------- | --------------- | --------------- | --------------- | --------------- | --------------- | --------------- | --------------- | --------------- | --------------- |
| Джерело: Погода i клімат(рос.) |                 |                 |                 |                 |                 |                 |                 |                 |                 |                 |                 |                 |                 |

## Флора

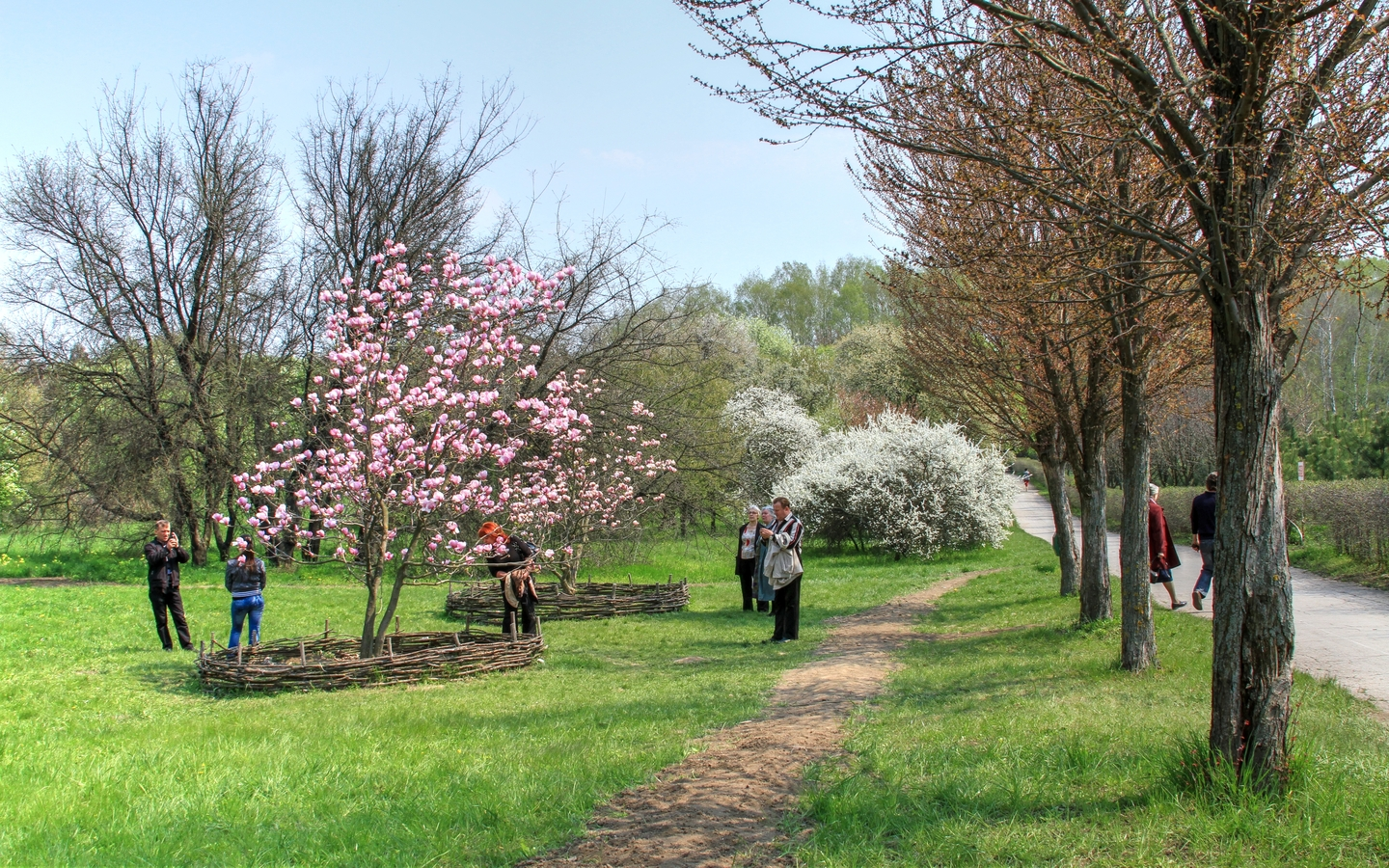
Ботанічний сад Академії наук Республіки Молдова

Кишинів вважається одним із найзеленіших міст Європи. Майже на всіх вулицях міста ростуть дерева і влітку місто потопає в зелені. У Кишиневі безліч скверів і парків, у яких виростають понад 50 видів дерев, чагарників та ліан, як типових для Молдови (тополя, кінський каштан, акація, клен, верба, липа, горобина, катальпа, береза, ялина, дуб, бук, граб, ялина сиза (синя), ясен звичайний, сосна звичайна, модрина європейська та інші), так та рідкісних видів (кедр, канадський бундук, гліцинія, коркове дерево, віргінський ялівець).

## Фауна
У парках міста мешкають близько 14 видів птахів та 14 видів земноводних. З ссавців у місті зустрічається їжак, європейський кріт, тхір, куниця та кажан. Крім цього є білки та польові миші, а також безпритульні пси. Відомі заходи до міста лисиць та зайців. Серед птахів поширено кілька видів голубів, а також сороки, ворони, сойки, стрижі, шпаки, ластівки, синиці, дятли та горобці. У деяких районах міста було помічено на прольоті сапсан. Видовий склад плазунів та амфібій небагатий. Зустрічаються звичайний вуж, гадюка звичайна і гадюка Нікольського, прудка ящірка, зелена жаба, озерна жаба, звичайний тритон та інші. Зустрічаються шкідники дерев та чагарників: попелиця, щитівка, павутинний кліщик, шовкопряд. Були повідомлення про невелику кількість жуків-оленів та жуків вусачів у деяких парках. Іноді з'являються в масовій кількості сонечко, американський білий метелик.

## Історія
Вперше в історичних документах Кишинів, як монастирське село, згадується 17 липня 1436 року в грамоті воєвод Молдови Іллі І та Штефана II. Поселення належало монастирям Галата та Фрумоаса аж до 1818. Згідно з радянською історіографією, перша згадка про місто датується 1466. За часів панування Османської імперії, починаючи із середини XVI сторіччя, внаслідок економічного гніту та постійних набігів турків та татар, місто розвивалось уповільненими темпами. Кишинів двічі спалювався під час російсько-турецьких війн у 1739 та 1788 році.
Внаслідок російсько-турецької війни (1806—1812), місто, разом із Бессарабією, увійшло до складу Російської імперії. 22 квітня 1818 року Кишинів, разом із прилеглими селами, був подарований державі єрусалимським патріархом. Цього ж року, Кишинів офіційно отримує статус міста і стає адміністративним центром Бессарабської області, а з 1873 — Бессарабської губернії. У 1892 році було запущено міський водогін. А наприкінці XIX століття до складу міста включили навколишні села: Вестерничень, Ришкановка (Гецеоань), Вовінцень, Мунчешть, Боюкань.

### XX—ХХІ століття
6—7 квітня 1903 року відбувся Кишинівський погром під час котрого загинуло 49 чоловік, 586 поранено (покалічено), знищено більше 1500 будинків (більше третини всіх будинків Кишинева). На початку XX століття було створено кілька металообробних підприємств (заводи Сербова, Ланге і Мокану та інші).

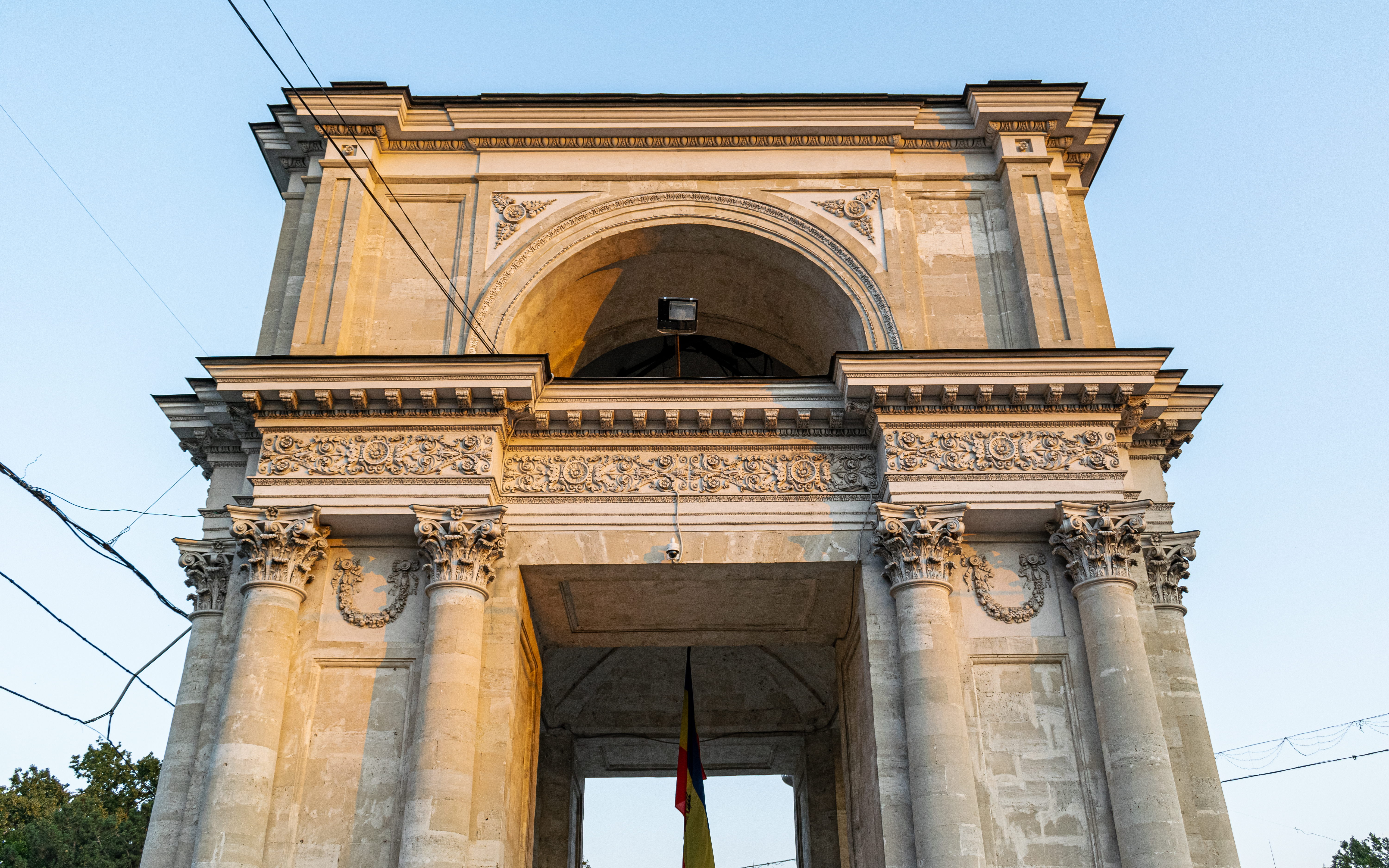
Тріумфальна арка в центрі Кишинева перед Православною церквою

Після жовтневого перевороту, 21 листопада 1917 розпочав свою діяльність «Сфатул Церій» (Рада краю), який 2 грудня проголосив створення Молдовської Демократичної Республіки. 27 березня 1918 року «Сфатул Церій» проголосував за приєднання Бессарабії до Румунії.
Під час міжвоєнного періоду, у місті активно розвивалась промисловість, розпочали діяльність ряд закладів культури та освіти: гімназія ім. Міхая Емінеску, Національна консерваторія, Національний театр, Національний музей, філіал Румунського інституту соціальних наук. Станом на 1940 рік, населення міста становило 110 тис. чоловік.
28 червня 1940 року радянські війська увійшли в Кишинів, а 2 серпня сформована Молдовська Радянська Соціалістична Республіка зі столицею в Кишиневі. На початку Німецько-радянської війни, 16 липня 1941 року, місто знову було зайнято румунськими військами, ставши центром губернаторства Бессарабія. 24 серпня 1944 року, під час Яссько-Кишинівської операції, до міста увійшли радянські війська.

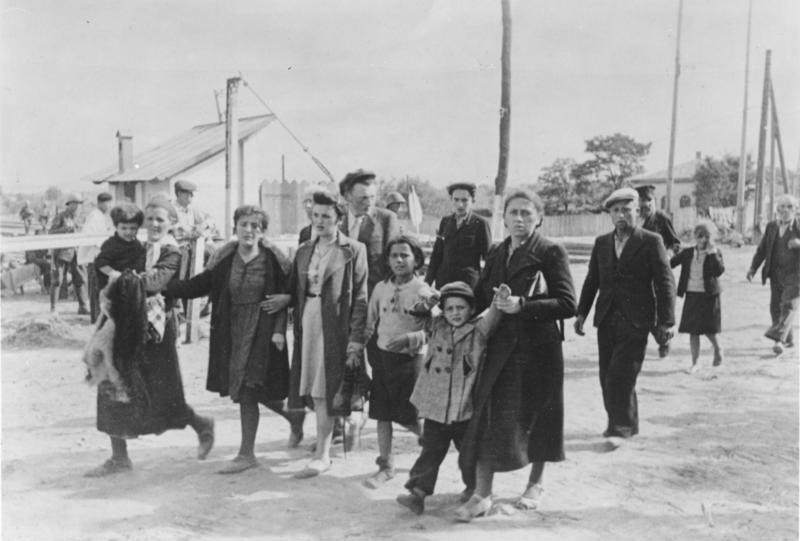
Кишинівське гето

Після закінчення Другої світової війни розпочалась суттєва реконструкція міста, що сильно постраждало під час війни. Станом на 1944 рік, у місті проживало лише близько 25 тис. чоловік. У 1945—1947 роках затверджується генеральна схема реконструкції Кишинева, у розробці якої брав участь архітектор О. В. Щусєв. У 1946 році відновився трамвайний рух, а 1949 року — відкрилася перша тролейбусна лінія.
До 1950 року в місті було збудовано 85 фабрик та заводів, серед яких трикотажна фабрика «Стяуа рошие», меблевий комбінат, швейна фабрика № 1, взуттєва фабрика, тютюновий комбінат. У 1950 році в Кишиневі населення становило 134 тисячі чоловік.
Вирішальним поштовхом для розвитку міста стала постанова Радміну СРСР 1971 року «Про заходи щодо подальшого розвитку міста Кишинева», у рамках котрої місту із союзних фондів було виділено близько мільярда рублів. Протягом 1960—1970-их років в місті було запущено такі промислові підприємства, як «Віброприбор», «Мікропровод», «Електромашина», «Волна», «Плодсельхозмаш», «Зоріле» тощо. Були введені в експлуатацію 1,6 млн кв. метрів житла, 16 шкіл, 7 лікарень, 36 дитячих садків.
У 1990 році в місті була введена посада примара і першим обраним головою став Н. Костін. 27 серпня 1991 прийнята декларація незалежності Республіки Молдова, у якій Молдова проголошувалась суверенною державою зі столицею в Кишиневі.

## Адміністративний поділ
Кишинів володіє особливим статусом в адміністративному поділі Молдови — він є муніципієм. До складу муніципія Кишинів входять: власне місто Кишинів, 6 навколишніх міст (Синджера, Дурлешти, Ватра (місто), Кодру, Вадул-луй-Воде, Криково) та 25 населених пунктів, об'єднаних в 13 комун (села) (Бечой, Бик, Бреїла, Бубуєч, Будешть, Бунець, Ведулень, Гідігіч, Гоян, Гоянул-Ноу, Гретьєшть, Гулбоака, Гумулешть, Доброджа, Думбрава, Келтуйторі, Колоніца, Кондріца, Крузешть, Ревака, Стеучень, Стрейстень, Тогатін, Трушень, Феурешть, Фрумушика, Чероборта, Чореску).
Кишинів поділений на 5 секторів (районів): Центр (рум. Centru); Чекани (рум. Ciocana); Боюкани (рум. Buiucani); Ботаніка (рум. Botanica); Ришкановка (рум. Râşcani). Кожен сектор управляється претурою, на чолі з претором.

## Органи влади

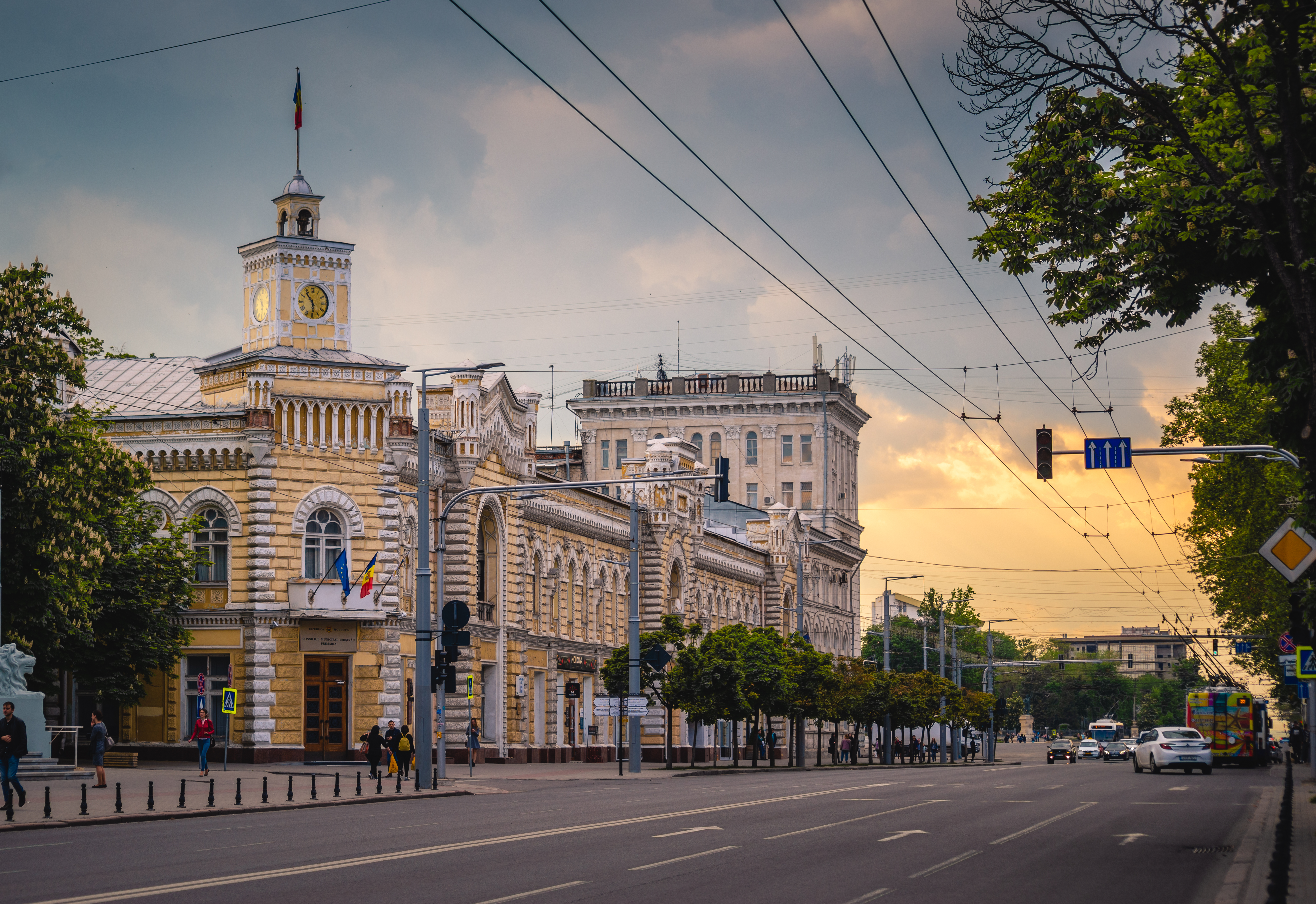
Ратуша Кишинева

### Примар
1990 року в Молдові було відновлено інститут примарства. Першим примаром Кишинева став Ніколае Костін. Потім — Серафім Урекян.
У 2005 році було 4 спроби провести вибори примара, проте вони провалилися через недостатню явку. З 2005 року по 2007 в. о. мера був Василь Урсу. 25 січня 2007 року Василя Урсу було призначено міністром транспорту, а виконувачем обов'язків мера став В'ячеслав Йордан. Після виборів у червні 2007 року примаром став Дорін Кіртоаке, якого переобрали на виборах 2011 року та виборах 2015 року.
На дострокових виборах примара Кишинева 3 червня 2018 року перемогу у другому турі здобув голова партії «Гідність і правда» Андрій Нестасе, проте 19 червня 2018 року міський суд Кишинева скасував результати виборів, що викликало протести. 21 червня рішення про відміну було підтверджено Апеляційною палатою Кишинева.
20 жовтня та 3 листопада 2019 року (у два тури) пройшли чергові вибори примара Кишинева, перемогу у другому турі здобув Йон Чебан (примар з 11 листопада 2019 року).

### Муніципальна рада
Муніципальна рада Кишинева складається з 51 радника, обраних у результаті виборів, які проводяться за пропорційною системою. Останні вибори проводились у 2019 році, внаслідок яких сформувався наступний склад:
| Партія                                   | Кількість радників | Відсоток від загальної кількості радників % |
| ---------------------------------------- | ------------------ | ------------------------------------------- |
| Партія соціалістів                       | 22                 | 43,14 %                                     |
| Виборчий блок «ACUM Platforma DA și PAS» | 10                 | 19,61 %                                     |
| Партія «Дія та солідарність»             | 9                  | 17,64 %                                     |
| Ліберальна партія                        | 3                  | 5,88 %                                      |
| Європейська соціал-демократична партія   | 2                  | 4 %                                         |
| Шор                                      | 2                  | 4 %                                         |
| Нова сила                                | 1                  | 1,97 %                                      |
| Партія комуністів                        | 1                  | 1,97 %                                      |
| Партія національної єдності              | 1                  | 1,97 %                                      |

## Демографія
| Рік  | Населення |
| ---- | --------- |
| 1812 | 7 000     |
| 1818 | 18 595    |
| 1835 | 34 079    |
| 1844 | 52 196    |
| 1865 | 94 047    |
| 1897 | 108 000   |
| 1912 | 121 200   |
| 1930 | 114 800   |
| 1950 | 134 000   |
| 1963 | 253 500   |
| 1980 | 519 200   |
| 1991 | 676 700   |
| 1996 | 662 500   |
| 2002 | 662 200   |
| 2010 | 663 400   |
| 2012 | 723 500   |

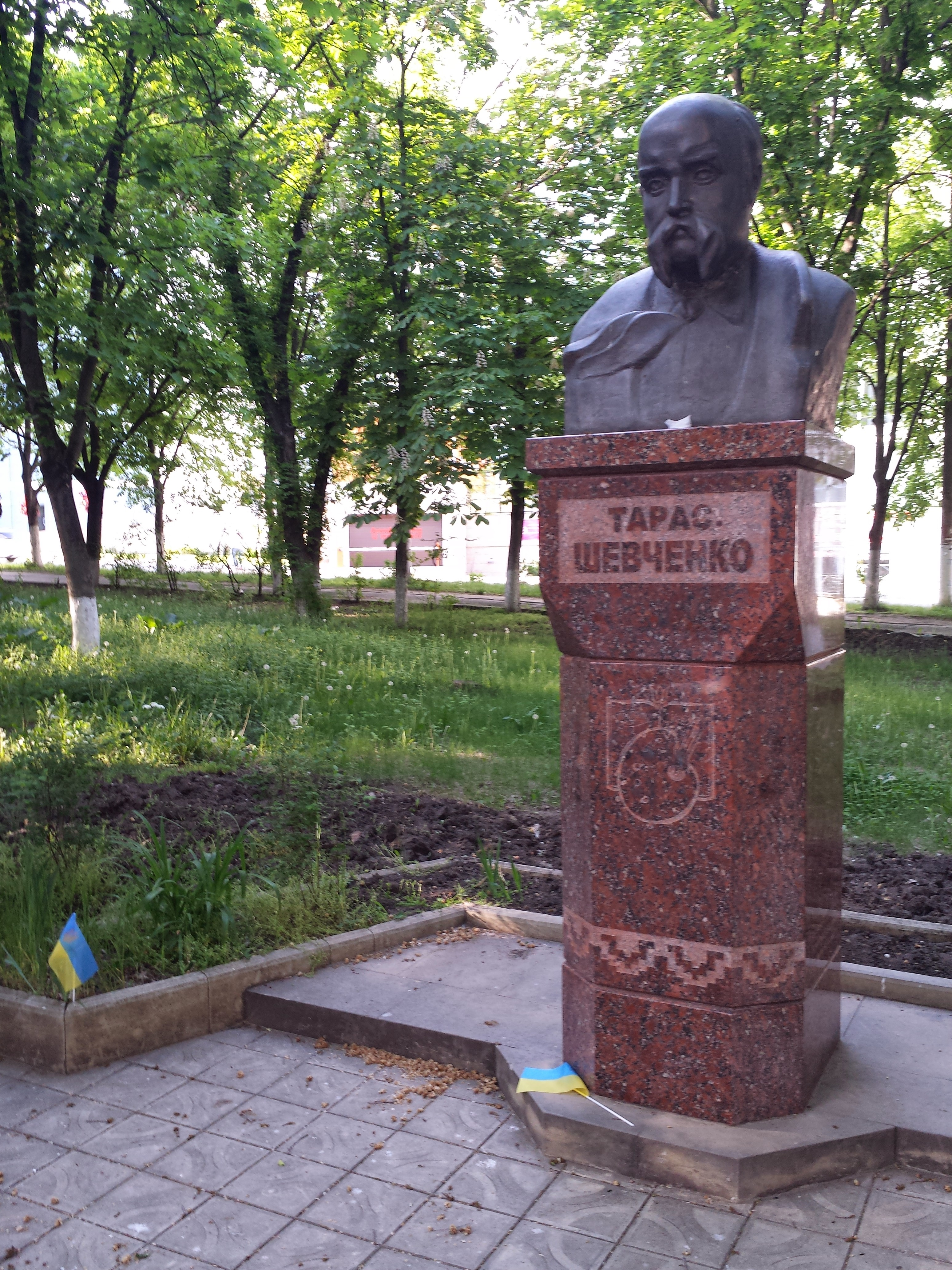
Погруддя Тараса Шевченка біля українсько-російської школи № 8 в Кишиневі

У 1944 році населення міста налічувало всього 25 тисяч жителів, а до 1950 року — 134 тисячі осіб. У 1960 році в місті проживало 215 тисяч жителів. Інтенсивний економічний та соціальний розвиток міста сприяв міграційному притоку населення. Він поповнювався як за рахунок сільського населення республіки (60 %), так і за рахунок фахівців, що прибули з інших регіонів СРСР. Приплив мігрантів у 1980 році зріс удвічі порівняно з 1950. Народження 500-тисячного мешканця місто відзначило у 1979 році.
Етнічний склад населення власне міста Кишинів (в рамках п'яти секторів), за переписом 2014: 78,92 % — молдовани (разом з румунами), 8,98 % — росіяни, 5,75 % — українці, 0,66 % — гагаузи, 1,03 % — болгари, 0,05 % — цигани.
Повсякденна мова мешканців Кишинева (2014):
|                      | Частка, % |
| -------------------- | --------- |
| молдовська/румунська | 70,33     |
| російська            | 24,59     |
| українська           | 0,22      |
| болгарська           | 0,06      |
| гагаузька            | 0,03      |
| циганська            | 0,01      |
| інші                 | 0,65      |
| не вказали           | 4,11      |

Переважну більшість населення міста становлять православні християни (88 %), також є протестанти (1,3 %) та католики (0,4 %).

## Економіка
Муніципій Кишинів є основним економічним центром республіки Молдова. Кишинів забезпечує понад 45 % ВВП країни і понад 60 % податків та зборів до державного бюджету. Валовий регіональний продукт на одну особу в Кишиневі вдвічі вищий, ніж у середньому по країні.
Промисловий сектор муніципію формує понад 65 % від загальнодержавного обсягу переробної промисловості, харчової промисловості — 33,7 %, тютюнової індустрії — 88,1 %, текстильної — 62,7 %, швейно-галантерейної — 50,8 %, шкіряної і взуттєвої — 94,6 %, деревообробної — 67,1 %, хімічної — 91,6 %, меблевої — 98 %, машинобудівної — 84,6 %.

## Транспорт
Внутрішньоміські перевезення в Кишиневі здійснюються автобусами, тролейбусами, маршрутними таксі.

### Трамвай

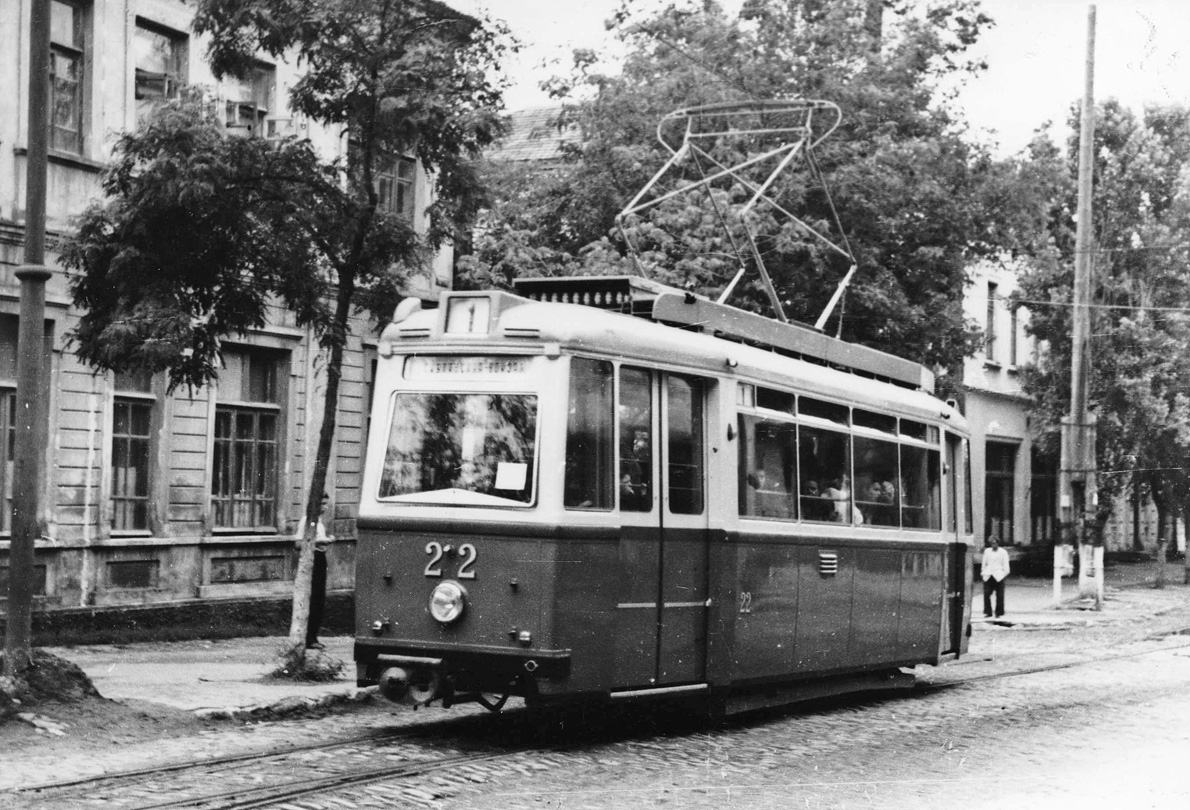
Кишинівський трамвай

З кінця XIX століття Кишинів функціонував трамвай, який у 1913 році було переведено на електричну тягу. До кінця 1950-х років мережа трамвайних ліній перевищувала 17 км, щорічно перевозилися понад 9 млн пасажирів. На початку 1960-х років тролейбус повністю витіснив трамвай.

### Тролейбус

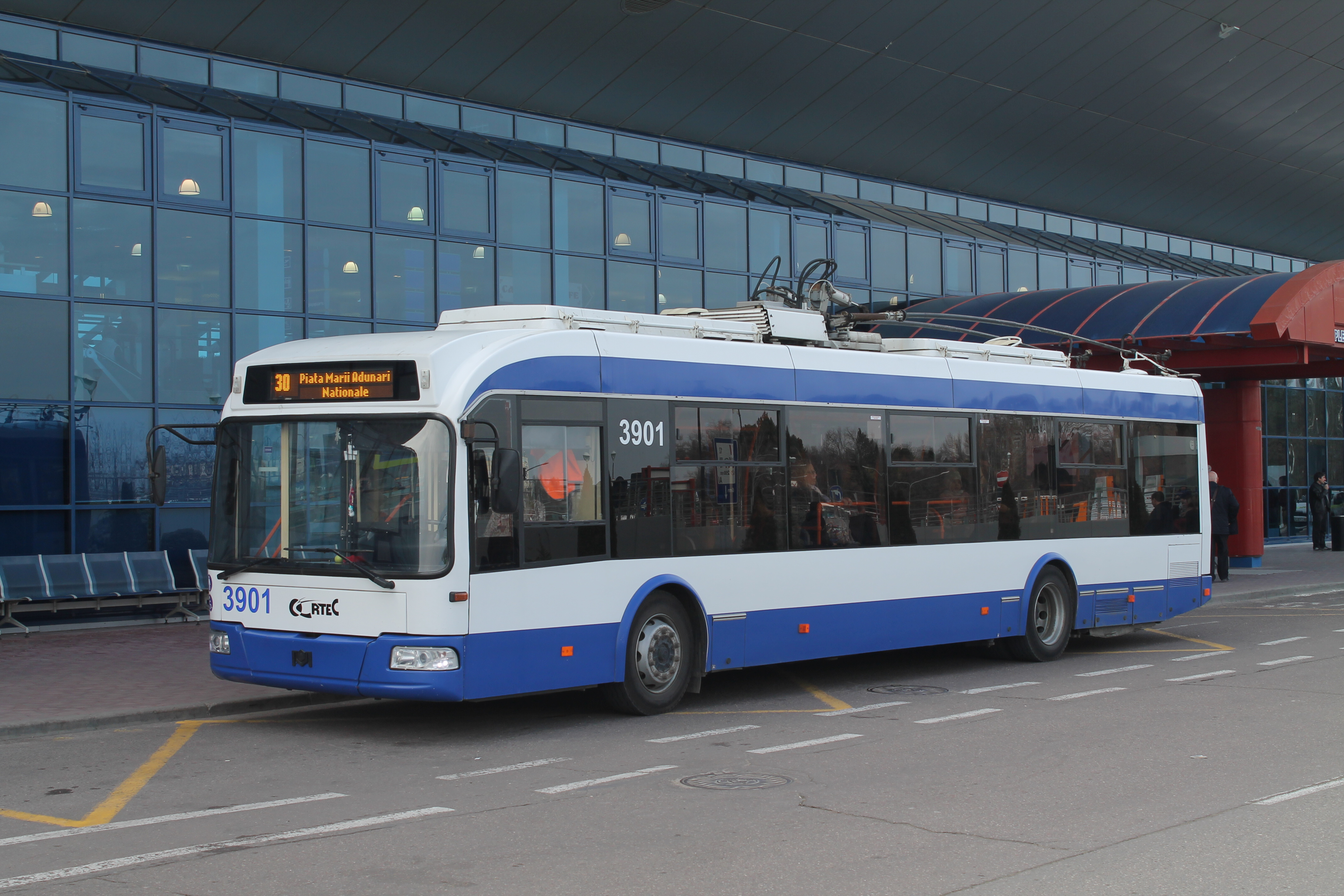
Кишинівський тролейбус

Тролейбус є головним видом міського пасажирського транспорту. Тролейбусний рух в Кишиневі було відкрито 1949 року проспектом Леніна (нині — бульвар Штефана чел Маре) від залізничного вокзалу до медичного інституту. Наразі тролейбусна мережа охоплює всі райони Кишинева та деякі передмістя і складається з 31 маршруту. Частина маршрутів (насамперед виходять за межі міста) обслуговуються тролейбусами з можливістю автономного ходу. Оператором перевезень є муніципальна компанія «RTEC». У місті існутри  тролейбусних парка, розраховані на  400 одиниць. Загальна кількість тролейбусів, що обслуговують маршрути у робочі дні — понад 330.

### Автобус
Автобусне сполучення в Кишиневі було відкрито у березні 1946 року. Спочатку містом курсували автобуси марки ЗІС-154. Нині у муніципальному автобусному парку Кишинева на балансі перебувають близько 200 автобусів марок «ISUZU», «MAN», «VDL». У 2021—2022 роках відбулося суттєве оновлення автобусного парку міста. Були придбані 130 нових турецьких автобусів «ISUZU Citiport 12», а також вживані автобуси «MAN» та «VDL», що дозволило списати застарілі автобуси «Ikarus» та підвищити якість автобусних перевезень у місті.

### Залізниця

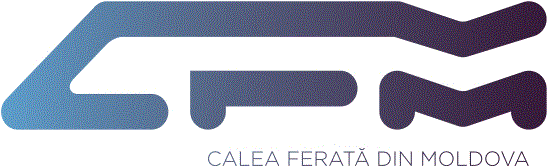
Логотип Молдовської залізниці

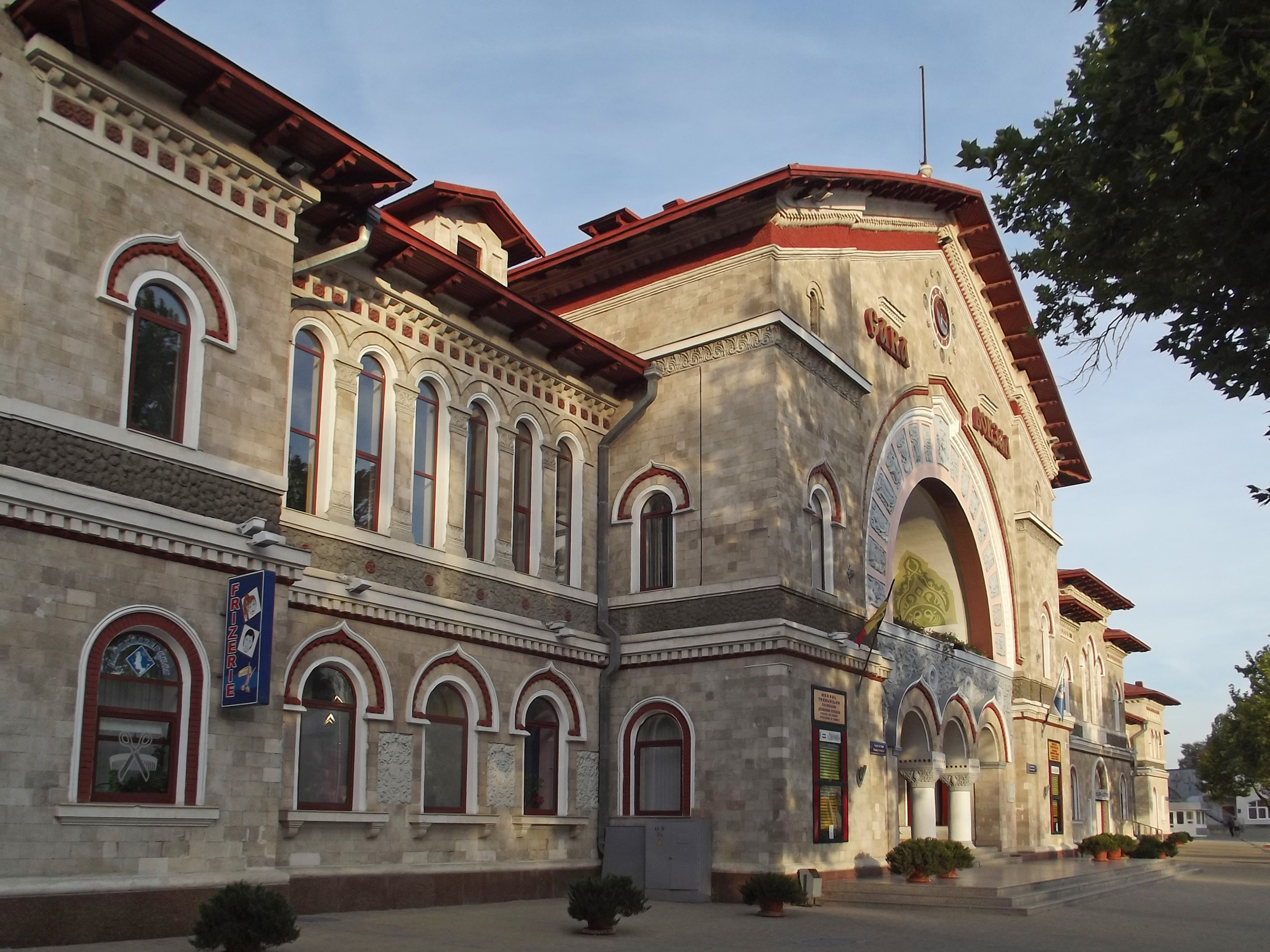
Залізничний вокзал Кишинева

Історія залізничного сполучення у Бессарабії розпочалася з часу, коли у 1844 році російський імператор Микола I ухвалив будівництво кінної залізниці Одеса — Паркани. Будівництво тривало у 1863—1865 роках. Залізниця від Паркан до Кишинева була побудована у 1867—1870 роках. У 1870 році було зведено перший (тимчасовий) залізничний вокзал Кишинева. У серпні 1871 року відкритий рух поїздів Тираспольсько-Кишиневською залізницею, що започаткувало діяльність залізничної мережі Бессарабії. Наприкінці 1870-х років було збудовано основну будівлю кишинівського залізничного вокзалу (автор проєкту — архітектор Г. Ф. Лонський).
На початку XX століття залізнична мережа Бессарабії перевищила 850 км, а залізничний вокзал обслуговував чималу кількість пасажирів.
Під час Другої світової війни будівля залізничного вокзалу було неодноразово знищена. Після війни було ухвалено рішення стару будівлю не відновлювати. Будівництво нової будівлі вокзалу завершилося у 1948 році (архітектор — Леонід Чуприн, головний консультант — Олексій Щусєв).
6 листопада 2022 року, о 10:38, прибув поїзд № 351/352 сполученням Київ — Кишинів. На честь відновлення залізничного сполучення між української та молдовської столицями на вокзалі Кишинева 6 листопада відбулася урочиста церемонія. Пряме залізничне сполучення між двома столицями було припинено з 1998 року. Поїзд курсує через день і прямує через станції Унгени, Могилів-Подільський, Жмеринка, Вінниця тощо. Маршрут міжнародного сполучення має зручну стиковку на станції Унгени з можливістю здійснити узгоджену пересадку до станції Ясси (Румунія), де розташований найближчий від України міжнародний аеропорт.

### Повітряний транспорт
З 18 січня 2024 року Міжнародний аеропорт Кишинів змінив свою назву у міжнародній системі кодів аеропортів IATA з KIV на RMO (Республіка Молдова). Міністр інфраструктури Молдови Андрій Спину пояснив таке рішення зменшенням російського впливу в країні та вказав, що «скорочення назви Кишинева російською мовою більше не з'являтиметься на картах польотів».

Логотип аеропорту «Кишинів»
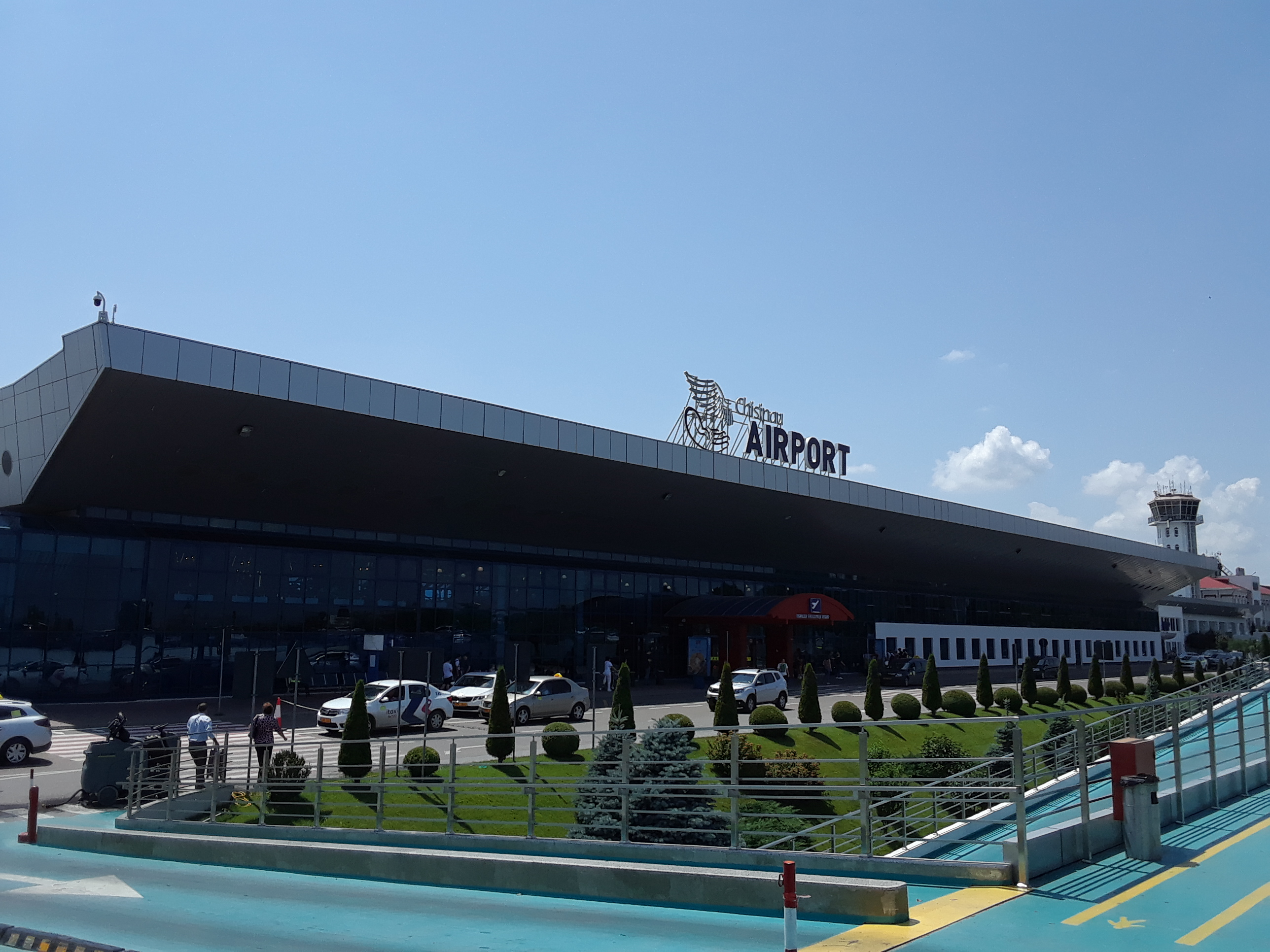
Міжнародний аеропорт «Кишинів»

## Культура

### Музеї та бібліотеки
Музеї Кишинева:
- Національний музей історії Молдови
- Національний музей етнографії та природної історії
- Національний музей образотворчого мистецтва Республіки Молдови
- Музей румунської літератури «М. Когелнічану»

Бібліотеки Кишинева:
- Національна бібліотека Молдови
- Муніципальна бібліотека Б.П. Хашдєу
- Бібліотека імені Лесі Українки (Кишинів)

### Театри
В місті розташовані театри:

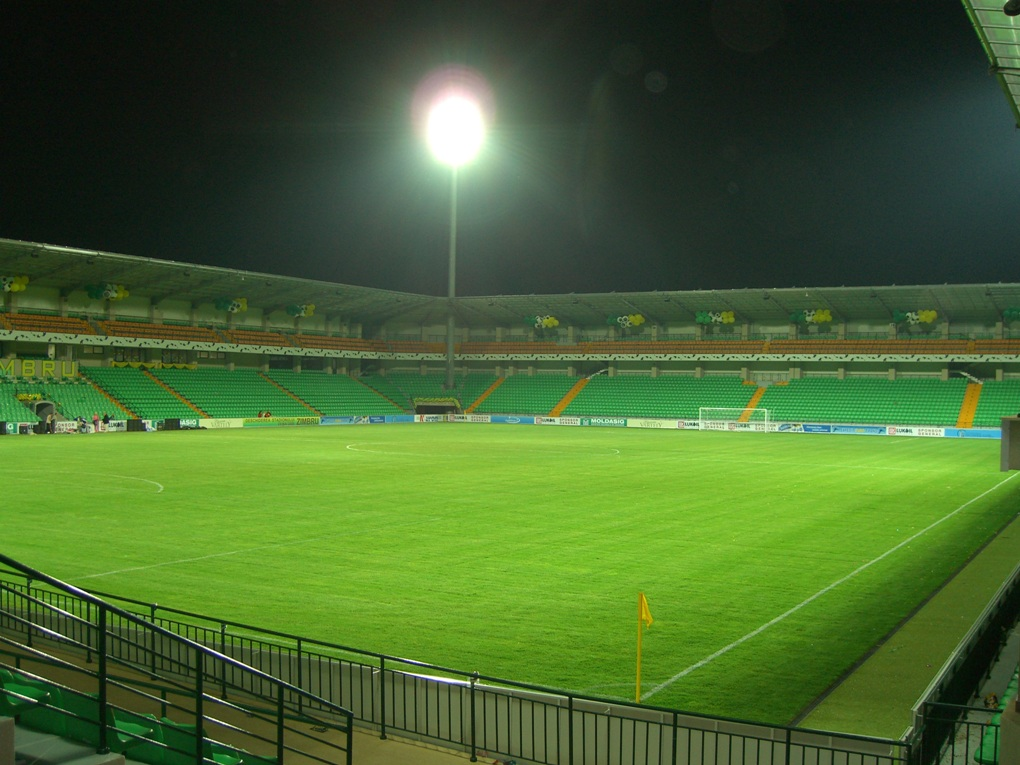
Стадіон Зімбру

- Національний театр опери та балету Республіки Молдова
- Кишинівський національний театр імені М. Емінеску
- Державний російський драматичний театр ім. А. П. Чехова
- Республіканський театр «Luceafarul»
- Державний молодіжний драматичний театр «З вулиці Роз»
- Муніципальний театр «Сатірікус І. Л. Караджіале»
- Театр «Eugene Ionesco»
- Театр «Ginta Latină»
- Театр «А. Матеевич»
- Театр «Гугуце»
- Республіканський театр ляльок «Licurici»
- Кишинівський державний цирк

### Телебачення
30 квітня 1958 року в ефір виходить молдовське телебачення (тепер «TVM»). У березні 1988 року введено в експлуатацію Страшенський РТПЦ, звідки ведеться мовлення телеканалів для Кишинева та його околиць. В даний час прийом телепрограм можливий у радіусі понад 100—120 км від Страшен.
З жовтня 1990 року в Кишиневі розпочато ретрансляцію першої програми румунського телебачення «TVR-1». 1 січня 1992 року припинено ретрансляцію Російського телебачення (колишня друга Загальносоюзна програма ТБ СРСР). 1 лютого 1992 року румунський канал TVR-1 був переміщений на канал Останкіно-1, а Останкіно-1 на канал колишньої другої програми. У березні 1993 року в Кишиневі розпочинається ретрансляція французького телеканалу «TV5-Europe».
1994 року в Кишиневі розпочинає роботу кабельна мережа «Єврокабель», власником якої є молдово-румунське спільне підприємство. Спочатку було доступно 8 телевізійних каналів, потім їх число було збільшено до 20 з лишком. До 2000 кабельна мережа покрила практично всю територію міста.
У 1995 році засновано молдо-американську компанію «SunTV», яка здійснює ефірне мовлення за системою MMDS. У грудні 1996 року «SunTV» поглинає свого основного конкурента — «Єврокабель».
У травні 1995 року в Кишиневі розпочалося технічне мовлення каналу ВТВ, а у вересні ВТВ починає ретрансляцію програми ТВ6-Москва. 14 жовтня 1997 року — ретрансляція програм «ТВ6-Москва» та виробництво власних програм розпочинає телекомпанія «NIT».
Торішнього серпня 1995 року починає роботу телекомпанія «Каталан ТВ».
У липні 1999 року в Кишиневі починає мовлення румунський телеканал PRO TV. Передаюча антена студії була встановлена на вежі Кишинівського телецентру. Власником студії є спільне молдавсько-румунське підприємство MEDIAPRO.
Торішнього серпня 1999 року з передавача на висотному будинку у районі Ботаніка починає мовлення «Телеканал 26». Наприкінці грудня 2000 року у Кишиневі та трьох інших містах Молдови розпочав мовлення російський музичний канал «Муз-ТВ». 21 лютого 2001 року канал Catalan TV припинив мовлення.

### Цифрове телебачення
На початку грудня 2007 року телекомунікаційний оператор Arax запустив першу в Кишиневі мережу цифрового кабельного телебачення ZEBRA, ознаменувавши початок переходу кабельних операторів на цифровий формат мовлення. Майже одночасно з Arax найбільший оператор кабельного телебачення SUN TV також запустив цифрове мовлення.

### Кінотеатри
Перші кінопокази в Кишиневі пройшли в 1897 в Дворянському клубі, що розташовувався на місці нинішнього кінотеатру «Патрія-Чентру».
З листопада 1906 року у Кишиневі почали проводитися регулярні кінопокази у звичайних приміщеннях, а 1912 року було відкрито перший спеціально обладнаний кінотеатр «Орфеум». Після створення МРСР мережа кінотеатрів значно розширилася. До 1980-х років у місті працювали кінотеатри:
- «Патрия»,
- «Флакэра»,
- «Дневной»,
- «Бируинца»,
- «Андриеш»,
- «Искра»,
- «40 лет ВЛКСМ»,
- «Шипка»,
- кінотеатр імені Ткаченко,
- «Москова».

### Музика
Одним із найстаріших музичних творів, присвячених Кишиневу, є концерт для фортепіано з оркестром «Кишинівський карнавал», написаний композитором А. Хлєбовським у середині XIX століття.
Найвідоміша пісня про Кишинева — «Моє біле місто» на музику композитора Є. Д. Доги та слова Г. Воде з фільму «Дністровські мелодії» (мелодію цієї пісні грають куранти годинника на будівлі Примарії Кишинева)[43]. Крім цього Євген Дога склав збірку пісень про Кишинів «Місто співає» (1967) і присвятив Кишиневу музичну п'єсу для естрадного оркестру «Ритми міста» (1970).

### Некрополі
На території комуни Гратієшти в Кишиневі знаходиться цвинтар Святого Лазаря — один з найбільших у Європі.

## Архітектура

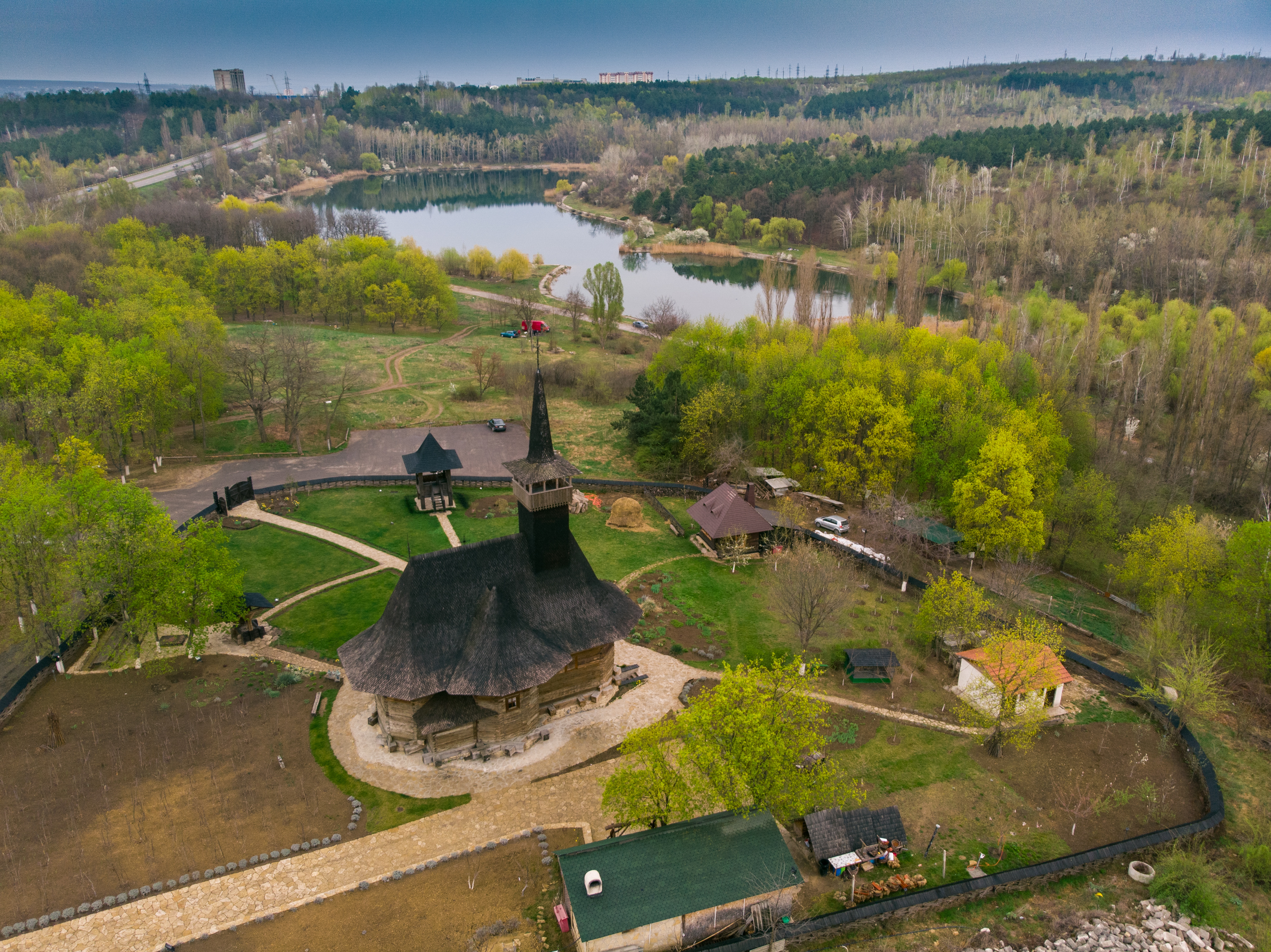
Музей села

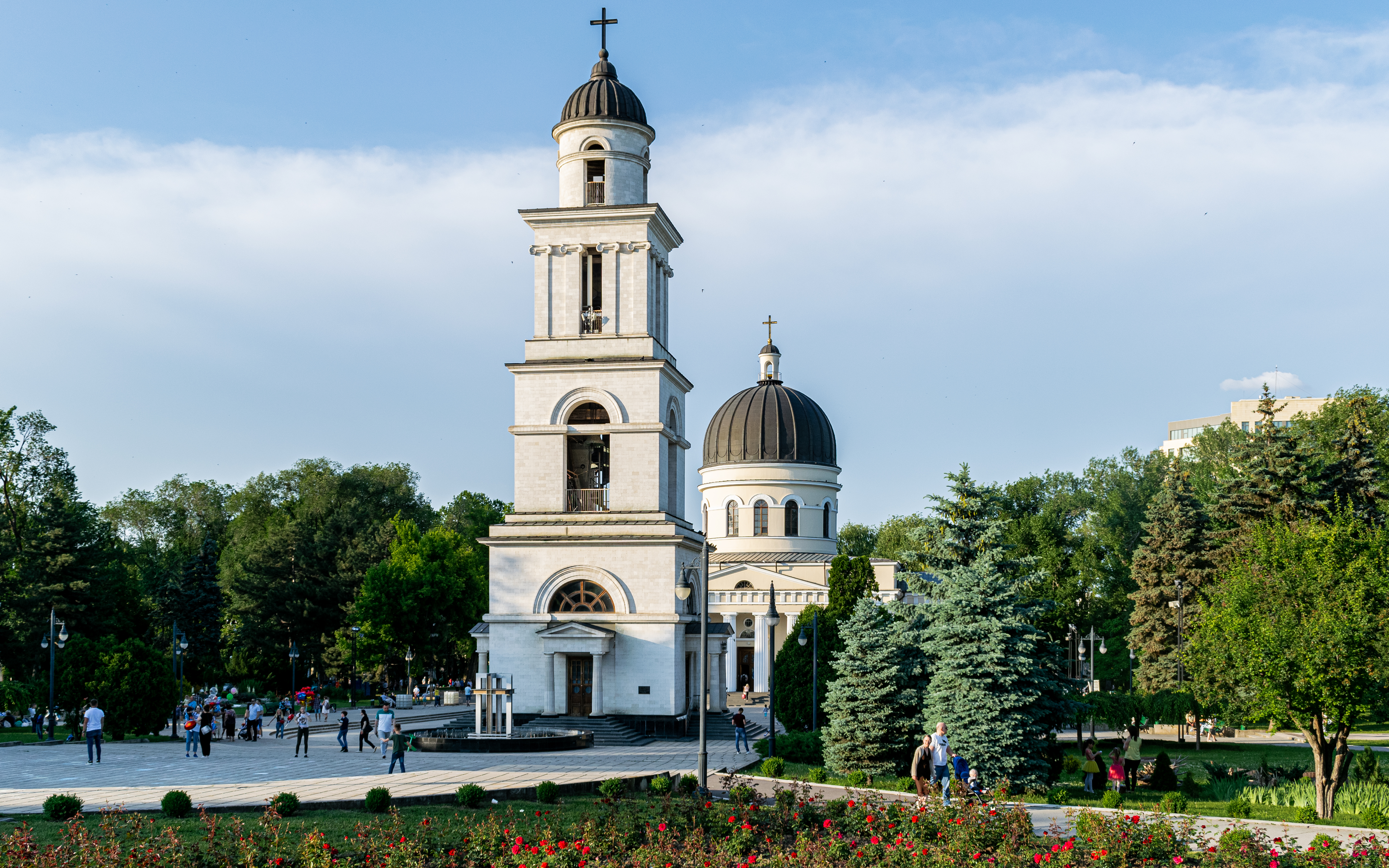
Храм Різдва Христового у Кишиневі.

Найстаріші будівлі Кишинева: Мазаракіївська церква (1752), Церква Костянтина та Олени (1777), Вірменська церква (1803), Благовіщенська церква (1807—1810), Харлампіївська церква (1812), Собор Божого Провидіння (1843).
Після приєднання в 1812 Бессарабії до Росії в 1817 визначився центр міста, з'явилися перші прямі і широкі вулиці. У 1834 році було затверджено генеральний план Кишинева. Прямокутна сітка широких вулиць відповідала принципам забудови південних міст Російської імперії. У 1831—1836 роках тут зводяться Кафедральний собор та дзвіниця. Потім поблизу собору споруджується тріумфальна арка.
У другій половині XIX століття будувалися навчальні та адміністративні будівлі, застосовувалися елементи візантійської, романської та готичної архітектури, а також молдавської архітектури. Більшість будинків, як і раніше, залишалася одноповерховою. У 1862 році розпочали мощення вулиць. Благоустрою Кишинева сприяв А. О. Бернардацці. Наприкінці XIX століття Кишинів займав простір понад 660 десятин, що має неправильну фігуру в 5? верст довжини і 4 версти ширини. На початку XIX століття будуються будівлі міської думи (нині Примерія), окружного суду (управління залізниці), міського банку (органний зал), краєзнавчого музею.
У 1919—1940 роках Кишинів забудовувався невеликими особняками з цегли та вапняку (котельця). У роки Другої світової війни місто втратило житловий фонд більш ніж на 70 %.

## Поріднені міста
Станом на 2021 рік, Кишинів поріднився з 17 містами:
- Ґренобль (1977)
- Мангайм (1989)
- Реджо-нель-Емілія (1989)
- Сакраменто (1990)
- Одеса (1994)
- Бухарест (1999)
- Київ (1999)
- Єреван (2000)
- Мінськ (2000)
- Тель-Авів (2000)
- Анкара (2004)
- Яси (2008)
- Бурленґе (громада) (2009)
- Алба-Юлія (2011)
- Тбілісі (2011)
- Чернівці (2014)
- Сучава (2021)[14]

## Галерея

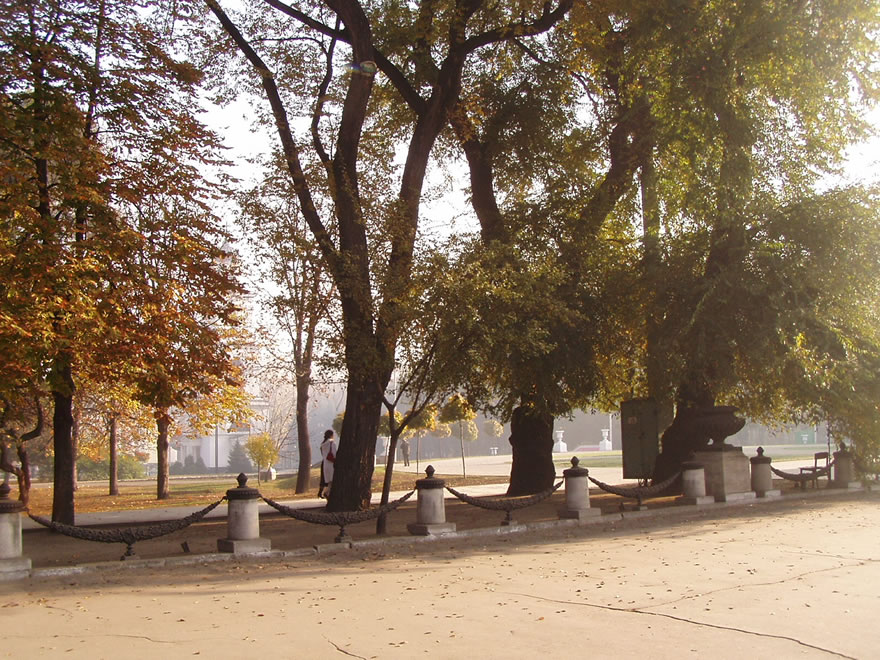
Центр міста
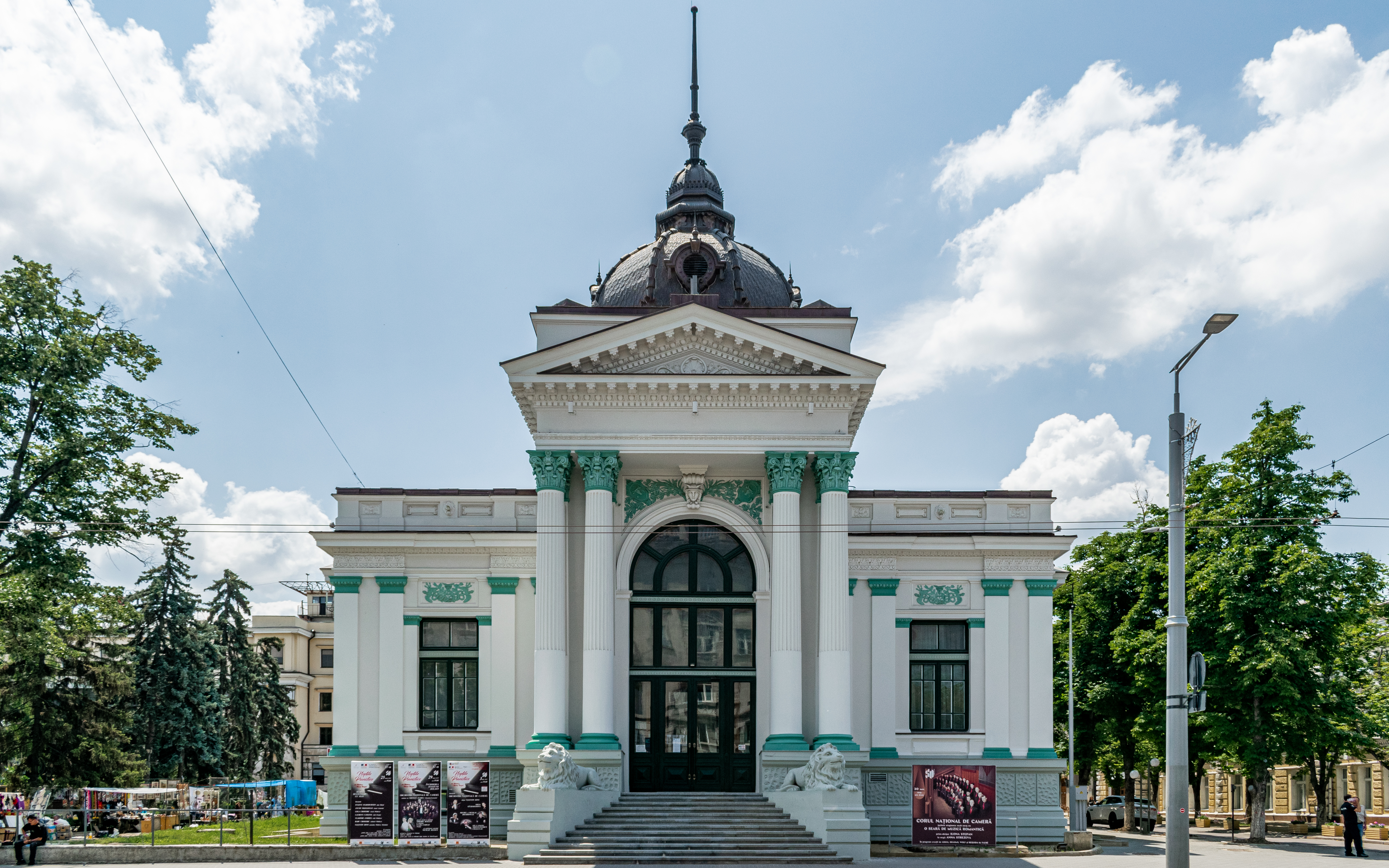
Фасад органного залу
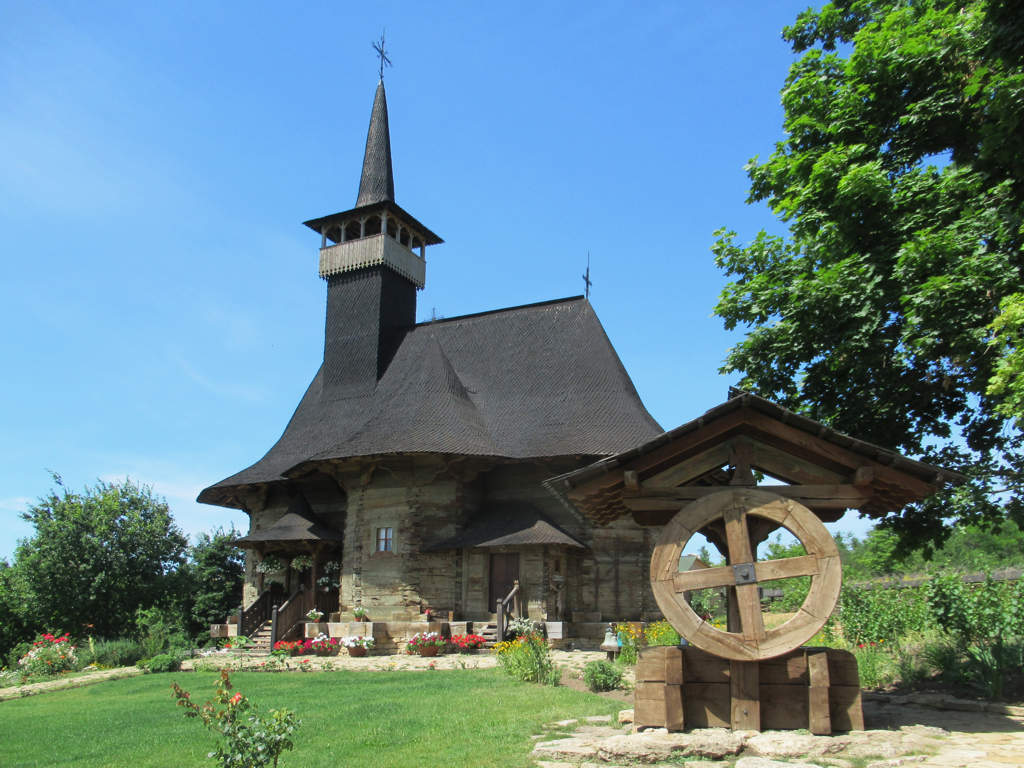
Музей села
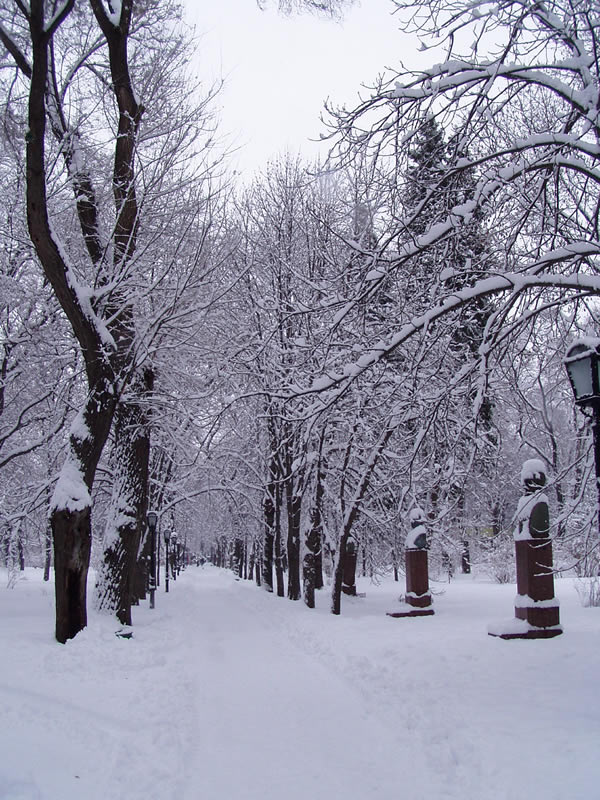
Зима в Кишиневі
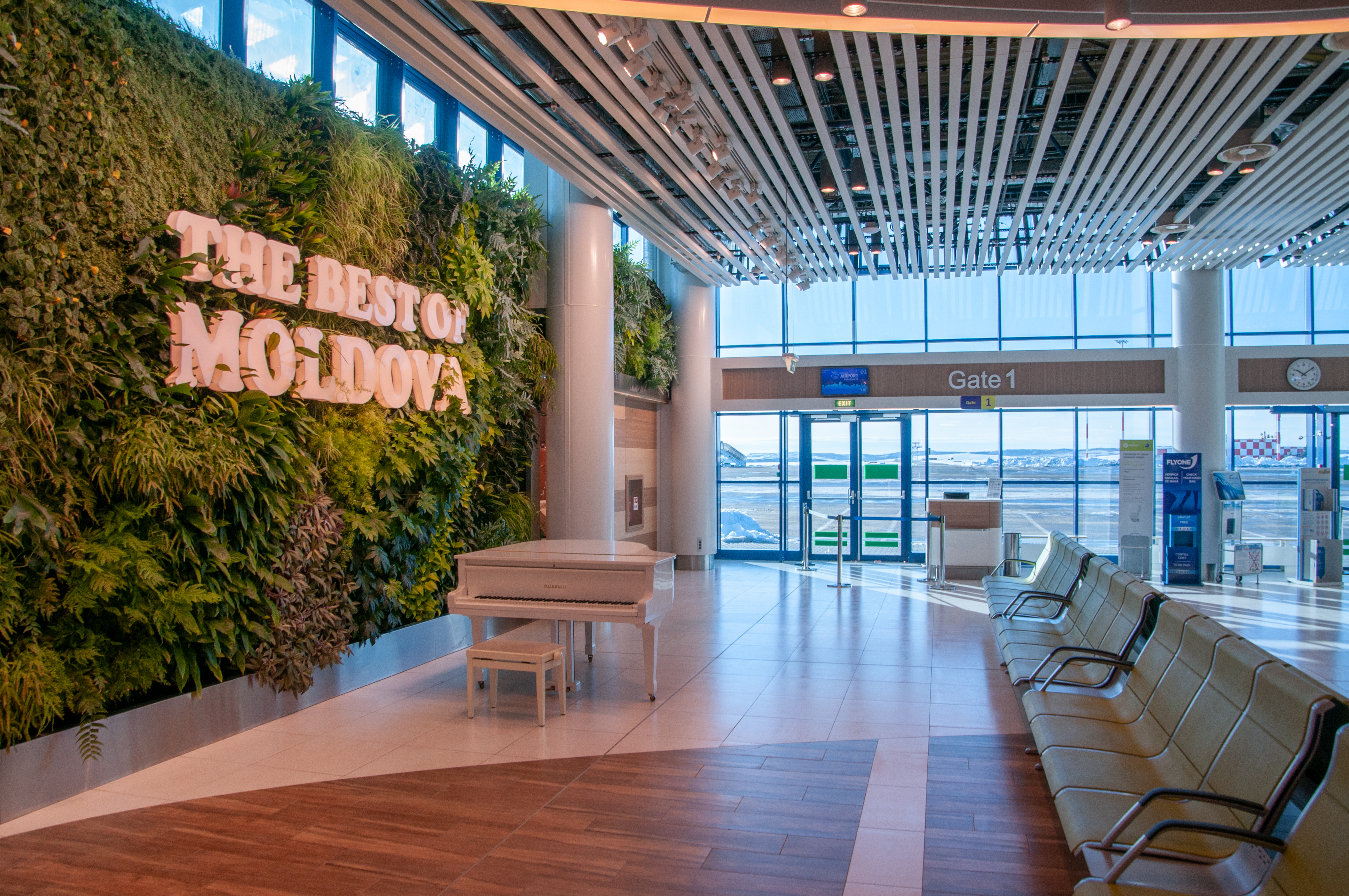
Міжнародний аеропорт «Кишинів»
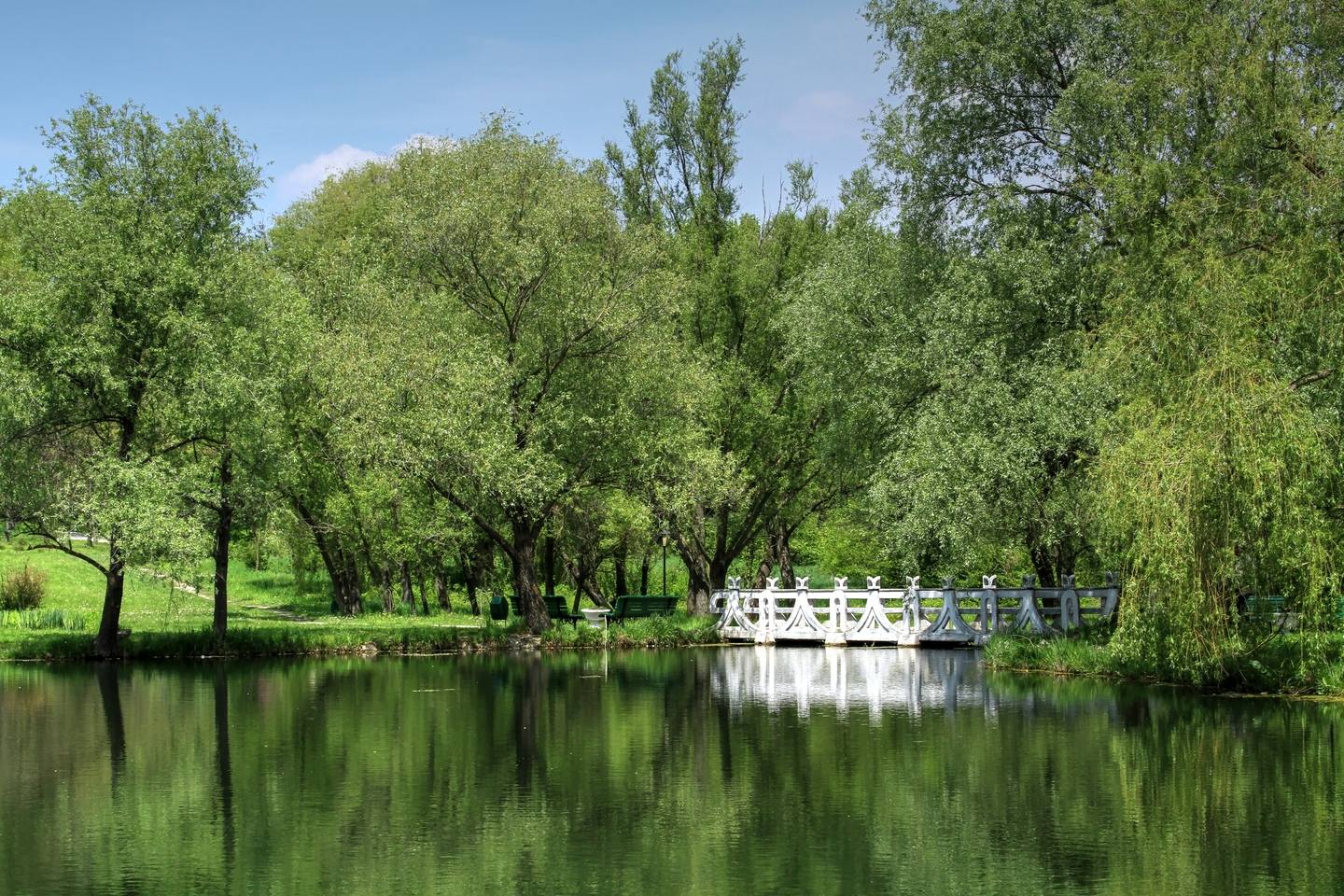
Ботанічний сад Академії наук Республіки Молдова
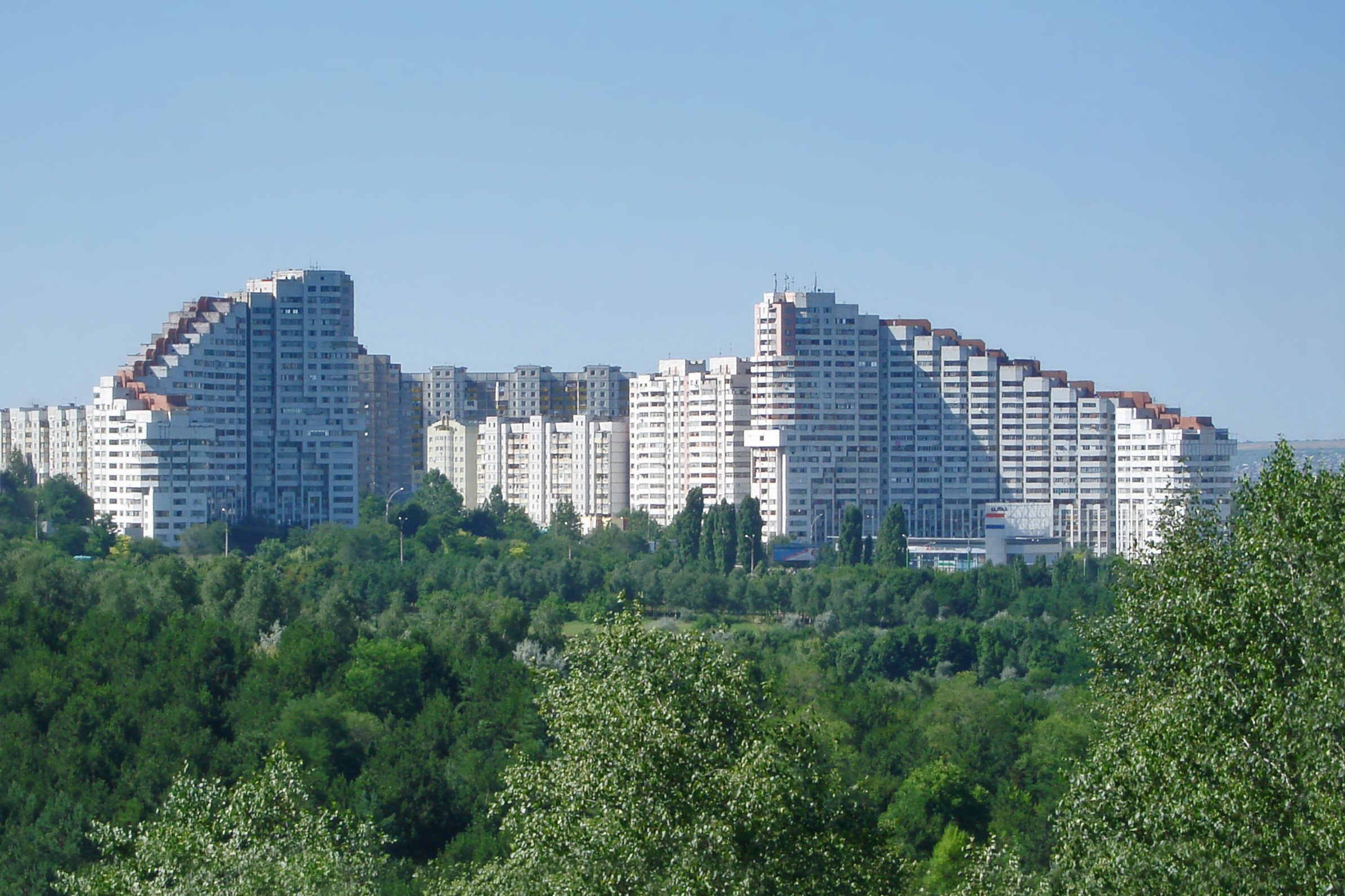
«Ворота міста», в'їзд до міста зі сторони Ботаніки
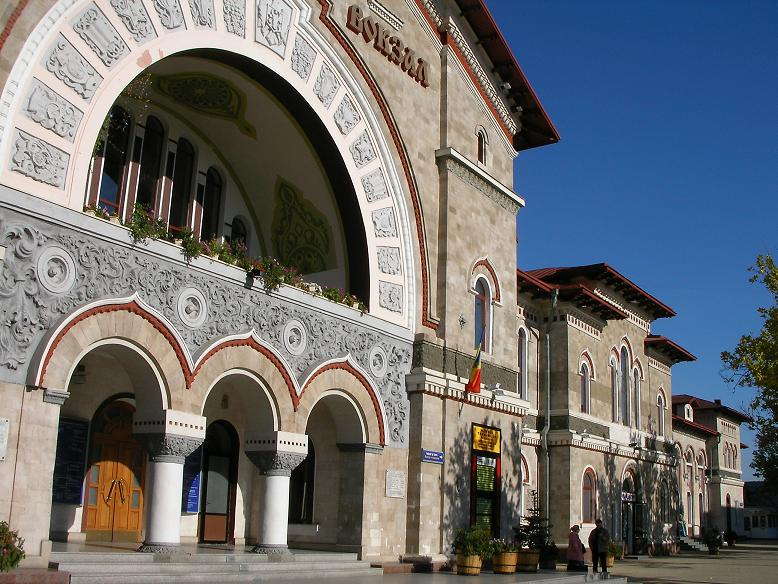
Залізничний вокзал станції Кишинів

## Відомі люди

### Народилися
- Бірман Серафима Германівна (1890—1976) — російська та радянська актриса театру та кіно, театральний режисер, педагог, мемуарист, теоретик
- Кобизєва Клавдія Семенівна (1905-1995) — молдавська радянська скульпторка, народний художник Молдавської РСР
- Тутишкін Андрій Петрович (1910—1971) — російський радянський актор театру і кіно, режисер
- Казанська Алла Олександрівна (1920—2008) — радянська і російська актриса театру і кіно, театральний педагог
- Вєтров Давид — молдовський письменник.
- Колпаків Юрій Миколайович — підполковник Армії УНР.[15]
- Костін Ігор Федорович (1935—2015) — український фотожурналіст, кінооператор, єдиний фотограф, який зробив фото зруйнованого реактора в Чорнобилі.
- Ніколаєв Юрій Олександрович (* 1948) — радянський і російський теле — і радіоведучий, актор
- Альона Мун (нар. 1989) — молдовська співачка.
- Осмоловський Аркадій Дмитрович — професор і український політичний діяч з Бессарабії, депутат Сфатул Церію.
- Піонтковський Іван Миколайович — Генерал-майор російської армії, у 1918 році — генерал-хорунжий збройних сил Української Держави.
- Корабельникова Маргарита Павлівна (1931—2021) — радянська акторка театру і кіно.

### Проживали
- Бієшу Марія Лук'янівна (1935—2012) — відома оперна співачка (лірико-драматичне сопрано).
- Коцюбинський Михайло Михайлович — український письменник, громадський діяч.
- Нечуй-Левицький Іван Семенович — український письменник, вчителював у гімназії з 1873 року.
- Черниченко Юрій Дмитрович (1929—2010) — російський журналіст і письменник, народний депутат СРСР. Закінчив філологічний факультет Кишинівського університету.